# Włodzimierz Krzemiński
Włodzimierz Krzemiński (ur. 16 kwietnia 1919 w Warszawie, zm. 29 kwietnia 2011 w Łodzi) – polski poeta, prozaik, autor tekstów radiowych, felietonista (pod pseudonimem "Ćwiek").
Ukończył studia na Wydziale Ekonomicznym Uniwersytetu Łódzkiego. Debiutował jako poeta na łamach szkolnego czasopisma "Młody Las" (Warszawa) w 1937 roku. Brał udział w kampanii wrześniowej, trafił do niewoli. Okupacje spędził w stalagach, gdzie był organizatorem życia kulturalnego. Od 1946 r. mieszkał w Łodzi. Był długoletnim pracownikiem przemysłu skórzanego oraz współpracownikiem prasy łódzkiej i Polskiego Radia.
Został pochowany na cmentarzu komunalnym Doły w Łodzi.

## Twórczość
- Godziny, których nie było (poezje)
- Pięć lat z hakiem (wspomnienia ze stalagów)
- Jednak jestem!... (wspomnienia)
- Zgaś papierosa, Jack (opowiadania)
- Urlop z cieniem (opowiadania)
- Żelazne liście (opowiadania)
- Uwaga guzik! (satyry)
- Trzynaście spotkań (powieść)
- Lewym okiem (zbiór felietonów)
- Pyszny dziurawy płaszcz (zbiór felietonów)
- Entele pentele (opowiadania)
- Mój przedwojenny świat (wspomnienia)
- Opowiadania spóźnione (opowiadania)